# Gastrancistrus oblongus
Gastrancistrus oblongus är en stekelart som först beskrevs av Léon Abel Provancher 1881.  Gastrancistrus oblongus ingår i släktet Gastrancistrus och familjen puppglanssteklar. Inga underarter finns listade i Catalogue of Life.